# Trichosilia tragica
Trichosilia tragica är en fjärilsart som beskrevs av Corti och Max Wilhelm Karl Draudt 1933. Trichosilia tragica ingår i släktet Trichosilia och familjen nattflyn. Inga underarter finns listade i Catalogue of Life.